# Barrel shifter

Принцип действия устройства быстрого сдвига

Принцип построения схемы быстрого сдвига

Barrel shifter (устройство быстрого сдвига) — цифровая электронная схема, производящая сдвиг данных на указанное число позиций за один такт синхронизации. Устройство быстрого сдвига также может производить циклический сдвиг и расширение знакового бита.
На вход устройства подаётся две группы входных данных по N бит каждая и N управляющих сигналов, на выходе получается N бит данных. Количество разрядов, на которые производится сдвиг, определяется позицией управляющего сигнала высокого уровня (все остальные управляющие сигналы должны иметь низкий уровень), выполняемая операция определяется подачей входных данных. Например:
- при подаче данных на «вход 1» и нулей на «вход 0» будет произведён правый сдвиг;
- при подаче данных на оба входа будет произведён циклический сдвиг.

Устройство быстрого сдвига применяется в целочисленных арифметических операциях (где сдвиг на один разряд эквивалентен умножению или делению на два) и в операциях над числами с плавающей запятой для выравнивания операндов при выполнении сложения и вычитания. Мантисса числа, имеющего меньший порядок, сдвигается вправо, количество позиций, на которые производится сдвиг, равно разнице порядков чисел. После сдвига порядки чисел становятся равными.
Недостатки (для barrel shift, реализующего циклический сдвиг):
- Входная ёмкость пропорциональна разрядности N.
- Количество транзисторов пропорционально квадрату разрядности N2
- Требуется декодер для формирования управляющих сигналов.

В процессорах x86 применяются, начиная с Intel 80386.

## Ресурсоёмкость
Количество мультиплексоров, необходимое для реализации n-битового устройства сдвига, по схеме barrel составляет {\displaystyle \scriptstyle n\log _{2}n} . Для пяти часто используемых размеров количество мультиплексоров составляет:
- 128-бит — {\displaystyle \scriptstyle 128\times \log _{2}(128)=128\times 7=896}
- 64-бит — {\displaystyle \scriptstyle 64\times \log _{2}(64)=64\times 6=384}
- 32-бит — {\displaystyle \scriptstyle 32\times \log _{2}(32)=32\times 5=160}
- 16-бит — {\displaystyle \scriptstyle 16\times \log _{2}(16)=16\times 4=64} [3]
- 8-бит — {\displaystyle \scriptstyle 8\times \log _{2}(8)=8\times 3=24}[3]

Стоимость критического пути в единицах Fan-out-of-4 (FO4) оценивается (без учёта задержки в проводниках) как:
- 32-bit: от 18 FO4 до 14 FO4[4]